# Solva hybotoides
Solva hybotoides är en tvåvingeart som beskrevs av Walker 1861. Solva hybotoides ingår i släktet Solva och familjen lövträdsflugor.
Artens utbredningsområde är Moluckerna. Inga underarter finns listade i Catalogue of Life.